# Elacatinus zebrellus
Elacatinus zebrellus is een straalvinnige vissensoort uit de familie van grondels (Gobiidae). De wetenschappelijke naam van de soort is voor het eerst geldig gepubliceerd in 1958 door Robins.